# Creu del Padró (Polinyà)
La Creu del Padró és una creu de terme de Polinyà (Vallès Occidental) situada al camí del Padró, a uns 140 m al nord-oest de l'església parroquial de Sant Salvador.
És una creu de ferro ubicada al capdamunt d'una estructura feta amb còdol i ciment que consisteix en un gran basament de planta rectangular sobre el qual es troben dues plataformes més baixes i el pilar també dels còdols sobre el qual s'erigeix la creu. Antigament, els sacerdots hi anaven a beneir el terme per demanar la protecció celestial sobre les collites.
Aquesta creu va ser destruïda en el decurs de la Guerra Civil i feta de nou un cop finalitzat el conflicte.